# États arabes unis
 (juillet 2012).
1958–1961
Entités précédentes :
- Égypte
- Syrie
- Royaume mutawakkilite du Yémen

Entités suivantes :
- Égypte
- Syrie
- Royaume mutawakkilite du Yémen

Les États arabes unis sont une confédération ayant existé entre 1958 et 1961.
En 1958 est proclamée l’union Égypte et Syrie, union qui forme la République arabe unie. Celle-ci a un objectif de justice sociale et d’égalité entre les citoyens [réf. souhaitée]. Les deux pays sont rejoints par le Royaume mutawakkilite du Yémen et la République arabe unie devient les États arabes unis. Pour les Syriens, il s’agit d’un point de départ vers la nation arabe, pour les Égyptiens il ne s’agit que d’annexer les pays voisins. [réf. souhaitée] Cette divergence d'objectifs conduit à l'échec, en 1961, des États arabes unis. [réf. souhaitée]
La volonté des populations arabes est pour l'union des États arabes bien que les régimes arabes soient contre. [réf. souhaitée] Les régimes arabes ne sont pas élus démocratiquement. [réf. souhaitée] Les turbulences d'ordre politiques et sociales[Quoi ?], quelles que soient leurs origines, ne favorisent pas cette union.